# فيرنر روث (فنان)
فيرنر روث (بالإنجليزية: Werner Roth)‏ هو فنان قصص مصورة وفنان أمريكي، ولد في 27 يناير 1921، وتوفي في 1 يونيو 1973.